# Pontalina
| \| Pontalina \|                        |
| Lage der Kleinstadt Pontalina in Goiás |
| Pontalina                              |

| Pontalina |

Pontalina ist eine politische brasilianische Gemeinde und Kleinstadt im Bundesstaat Goiás in der Mikroregion Meia Ponte. Sie liegt südsüdwestlich von Goiânia, der Hauptstadt des Bundesstaates, und südwestlich von Brasília.

## Geographische Lage
Pontalina grenzt
- im Norden an Cezarina und Mairipotaba
- im Osten an Morrinhos
- im Südosten an Aloândia
- im Süden an Joviânia
- im Südwesten an Vicentinópolis
- im Westen an Edealina

## Söhne und Töchter der Stadt
- Paulo Nunes (* 1971), Fußballspieler